# مسجد کلوان
مسجد کلوان مربوط به دوره صفوی است و در نائین، محله کلوان واقع شده و این اثر در تاریخ ۲ مرداد ۱۳۸۷ با شمارهٔ ثبت ۲۳۰۲۶ به‌عنوان یکی از آثار ملی ایران به ثبت رسیده است.